# Zävodi
Závodi Marcel vagy művésznevén DZSINDZSER, korábban: Zävodi (Budapest, 1999. június 4. –) magyar rapper, producer, dal- és szövegíró, a 2017-es Eurovíziós Dalfesztivál magyarországi előválogatójának döntőse. Závodi Gábor zenész, zeneszerző fia.

## Életpályája
Ötéves korától járt Földessy Margit színitanodájába. Alföldi Róbert igazgatása idején 3 évig játszott a Nemzeti Színházban, a Vadászjelenetek Alsó-Bajorországból című darabban, ami a Poszton közönségdíjas lett 2011-ben. Fonyó Gergely által rendezett Matula kalandpark című ifjúsági filmben szerepet kapott. Több filmben szinkronizált, többek között: a Liv és Maddie-ben, illetve a Hős6os (film) főszereplőjének a magyar hangja is ő volt. 14 évesen szerződtette le a Magneoton kiadó, melynek szárnyai alatt jelent meg első önálló dala, a – Say – (ének: Szabó Ádám) és számos remixe. 2016 nyarán a Závodi Records gondozásában adta ki MC Kemonnal közös dalát, a – #MONEYTALK$ – címmel, melyhez készült videóklipet a Klipszemlén jelölték a legjobb 5-ben. 
2016 őszén megkereste Hajós András a Dalfutár című zenei műsora kapcsán, hogy mint ifjú producer vegyen részt az első műsorban. Itt találkozott Király Viktorral, akivel azóta közösen dolgoznak. 2016 decemberében a zeneszoveg.hu Lengyelországba delegálta egy nemzetközi zenei táborba, ahol ő képviselte Magyarországot. 2016. december 8-án bejelentették, hogy a Duna eurovíziós dalválasztó műsorába, A Dal 2017-be bejutott a – #háttérzaj – című dala, melynek zenéjét ő, magyar szövegét édesapja, Závodi Gábor írta. A dalt Berkes Olivérrel közösen adta elő. Először 2017. február 4-én, a nemzeti dalválasztó harmadik válogatójában lépett színpadra, ahol a zsűri és a nézők szavazatai alapján holtversenyben a második helyen végzett, és továbbjutott az elődöntőbe. 2017. február 11-én, A Dal második elődöntőjéből a zsűri és a nézők szavazatai alapján 43 ponttal holtversenyben a második helyen végzett, és továbbjutott a műsor döntőjébe. A sikerre való tekintettel folytatták a közös munkát. 
A Zävodi + Berkes formációnak megjelent dalai: #háttérzaj, #utolérafény, LEMONäDE, Óriáskerék. A Zävodi + Berkes Bänd látható volt a Budapest Parkban, ahol Demjén Ferenc előzenekaraként léptek színpadra. A Duna Virtuózok című komolyzenei műsorában is szerepet kapott – ő lett a műsor hivatalos Facebook szakkommentátora. A Volt fesztivál jelentős feladattal bízta meg, hogy készítse el a – Jelszó: Love – című dal mai változatát. A produkció Volt Allstars + Zävodi-ként került kiemelten a Petőfi Díjátadó programjába. A 2018-as Eurovíziós Dalfesztivál magyarországi előválogatójába bekerült a Király Viktorral közösen írt szerzeményük, a Budapest Girl, ami döntős lett. Rapperként debütált első teljesen önálló dalával, a THE GREATEST-tel, ami nagy szakmai elismerést kapott. A dalhoz tartozó klip is Zävodi produkció. A Fővárosi Önkormányzat által meghirdetett Budapest dal 2018-ra felkérést kapott.
Együtt dolgozott Szabó Ádámmal, Vastag Csabával, Farkas-Jenser Balázzsal, MC Kemonnal, Marge-dzsal, Dallos Bogival, Johnny K. Palmerrel, Molnár Tamással, Tóth Andival, Király Viktorral, Király Lindával, Czutor Zoltánnal, Rácz Gergővel, Majkával, Radics Gigivel, Oláh Gergővel. Egyéb projektjeiben, már olyan külföldi elismert emberekkel is dolgozott, mint Bright Sparks, Stevie Appleton, Brace McDonald, Georg Nemeth, Marina Luczenko, Sara Boruc Mannei, Oceana, Lanberry, Sofia Anasseiadis, Jamie Foxx.

## Díjak, elismerések
- 2018 – Fonogram-díj – Az év felfedezettje (jelölt)
- 2018 – Playboy Man Of The Year – Berobbanó (jelölt)
- 2018 – Budapest Dal – Különdíj – Óriáskerék (Zävodi + Berkes)

## Diszkográfia
Kislemezek
- Zävodi + MC Kemon – #MONEYTALK$
- Zävodi + Berkes – #háttérzaj
- Radics Gigi – See It Through (Zävodi Remix)
- VOLT Allstars + Zävodi – Jelszó: Love
- Zävodi + Berkes – #utolérafény
- Rácz Gergő X Burai Krisztián – Rossz Vér (Zävodi Remix)
- Zävodi + Berkes – LEMONäDE
- Zävodi + Berkes – Óriáskerék
- Zävodi – THE GREATEST
- Zävodi – PIRATES